# OpenOffice.org XML
OpenOffice.org XML — формат файлов, используемый по умолчанию OpenOffice.org версии 1.0 и StarOffice до версии 8 для сохранения электронных документов различных типов, в частности текстовых документов, электронных таблиц, рисунков, формул, а также составных документов.
С версии 2.0 OpenOffice.org использует основанный на этом формате открытый стандарт ISO/IEC 26300 OpenDocument.

## Типы файлов
Формат основан на языке XML. Для уменьшения объёма XML-файлы сжимаются в ZIP-архив, который имеет расширение, зависящее от типа документа. При этом, какие-то файлы внутри архива не сжимаются, а какие-то должны располагаться в архиве на строго определённых местах.
| Тип файла           | Наименование компонента OpenOffice.org/StarOffice | Расширение файла (шаблона) документа |
| ------------------- | ------------------------------------------------- | ------------------------------------ |
| Текст               | Writer                                            | sxw (stw)                            |
| Электронная таблица | Calc                                              | sxc (stc)                            |
| Рисунок             | Draw                                              | sxd (std)                            |
| Презентация         | Impress                                           | sxi (sti)                            |
| Формула             | Math                                              | sxm                                  |
| Составной документ  | Writer                                            | sxg                                  |
| Web-страница        | Writer                                            | html                                 |